# Charter (hedendaags)
Een charter, oorkonde, handvest, manifest of keure is een tekst die is opgesteld om kort een aantal principes over een bepaald onderwerp te codificeren en als een referentietekst te presenteren, waarop wetten en handelingen kunnen worden gestoeld en algemene gedragslijnen kunnen worden afgestemd of aan getoetst. 

## Historiek
De middeleeuwse oorkonde was in eerste instantie een plechtige tekst waarbij een monarch vrijheden of voorrechten toestond aan zijn onderdanen of aan sommigen onder hen. In deze betekenis werden de charters later, vanaf de aanvang van de democratische rechtsstaat, in overwegende mate vervangen door wetteksten.
Een charter kon ook een internationale overeenkomst zijn en in deze optiek was het woord meestal synoniem van 'verdrag'.
Het kon ook de bezegeling zijn van wederzijdse afspraken tussen de monarch en de onderdanen, of tussen verschillende overheidsinstellingen, of zelfs tussen privépersonen. Het ging in elk van deze gevallen om de plechtige bezegeling van de overeenkomst, waaraan elke medecontractant, door het aanbrengen van zijn handtekening en/of zijn zegel, zijn goedkeuring gaf. De meeste van dergelijke afspraken worden thans bezegeld door een notariële akte of een (al dan niet geregistreerde) contractuele verbintenis. 
Het woord 'charter' is door de ingetreden evolutie nochtans niet volledig in onbruik geraakt, dit in tegenstelling tot het synoniem 'oorkonde' dat nog enkel in de context van teksten uit het ancien régime wordt gebruikt. 
In de hedendaagse tijd zijn er landen waar voor belangrijke teksten, die in de grondwet worden gevoegd of in een wettekst worden gegoten, de naam 'charter' wordt gebruikt, duidelijk met de bedoeling er plechtig de ernst en waardigheid van te onderstrepen en tevens aan te tonen dat het om een tekst gaat die op de brede consensus van de bevolking en van haar wettelijke vertegenwoordigers steunt.
In de negentiende en vooral in de twintigste eeuw werd het woord steeds vaker ingeroepen door internationale verenigingen of organismen, die het geschikt vonden om hun principiële stellingnamen kracht bij te zetten. Niet alle stellingnamen werden onder de benaming 'charter' of 'handvest' publiek gemaakt. Men vindt evenwaardige teksten die werden gepubliceerd onder de naam declaratie, conclusies, verklaring, manifest, besluiten, conventie of dergelijke. Het belet niet dat het woord charter, met zijn bijklank als eeuwenlang gebruikte officiële term, een extra waardigheid aan een tekst verleent.

## Vormgeving
De teksten zijn meestal geredigeerd onder de vorm van korte zinnen die vaak van een volgnummer voorzien worden. Ze kunnen onderverdeeld worden als artikels of paragrafen, binnen afzonderlijke subtitels. 
De gewoonte heeft zich verbreid aan een charter de naam te verbinden van de stad waarin het werd goedgekeurd.

## Charters

### Officiële documenten
Charters opgesteld door staten en door gelijk te stellen organismen, of verschillende staten gezamenlijk, zijn over het algemeen de voorbode voor het goedkeuren van een nationale wet of van een internationaal verdrag dat rechtsgeldigheid verkrijgt binnen de wetten van de ondertekenende landen. Voorbeelden:
- Atlantisch Handvest (1941)
- Het Charter van de Verenigde Naties (1945)
- Het Handvest van Neurenberg (1945)
- Het Europees Sociaal Handvest (1961)
- Het Handvest van de PLO (1964 & 1968)
- De Charte de la langue française (1977), wet over het officieel taalgebruik in de provincie Quebec (Canada)
- Het Handvest van Hamas (1988)
- Het Handvest van de Tibetanen in ballingschap (1991)
- Het Europees Handvest voor regionale talen of talen van minderheden (1992)
- Het Handvest van de grondrechten van de Europese Unie (1999)
- Het Charter van Bologna (OESO), betreffende de bevordering van kleine en middelgrote ondernemingen (2000)

### Andere gezaghebbende documenten
Organismen, meestal (niet altijd) met een internationaal statuut of werkingsradius, hebben vaak de basiselementen van hun doctrine neergeschreven onder de vorm van een 'charter', in de gewettigde overtuiging dat hierdoor de door hen vooropgestelde principes meer gezag zullen verwerven en vervolgens als referentie met beter gevolg zullen worden ingeroepen en met meer zorgvuldigheid zullen worden opgevolgd. Voorbeelden:
- Het Charter van Quaregnon (1894) betreffende de sociale principes en doelstellingen van de Belgische Werkliedenpartij
- Het Olympisch Handvest (1908 & 2011)
- Het Charter van Athene (1931) betreffende de monumentenzorg
- Het Charter van Athene (1933) betreffende de stedenbouw
- Het Charter van Venetië (1964) betreffende de monumentenzorg
- Het Charter van Firenze (1982) betreffende de historische tuinen
- Het Charter van Riga (2000) betreffende authenticiteit en historische reconstructies in relatie tot het culturele erfgoed[1]
- Het Charter van de Aarde (2000), onder UNO-auspicieën ontwikkeld en voorgestaan door de Commissie voor het Charter van de Aarde
- Het Charter van Barcelona (2003) betreffende het bewaren en restaureren van oude zeewaardige schepen
- Het Charter van Riga (2004) betreffende het historisch erfgoed op het gebied van spoor- en tramwegen
- Het Charter van Turijn (2012) betreffende de bewaring en valorisering van historische voertuigen